# Emma Roberts

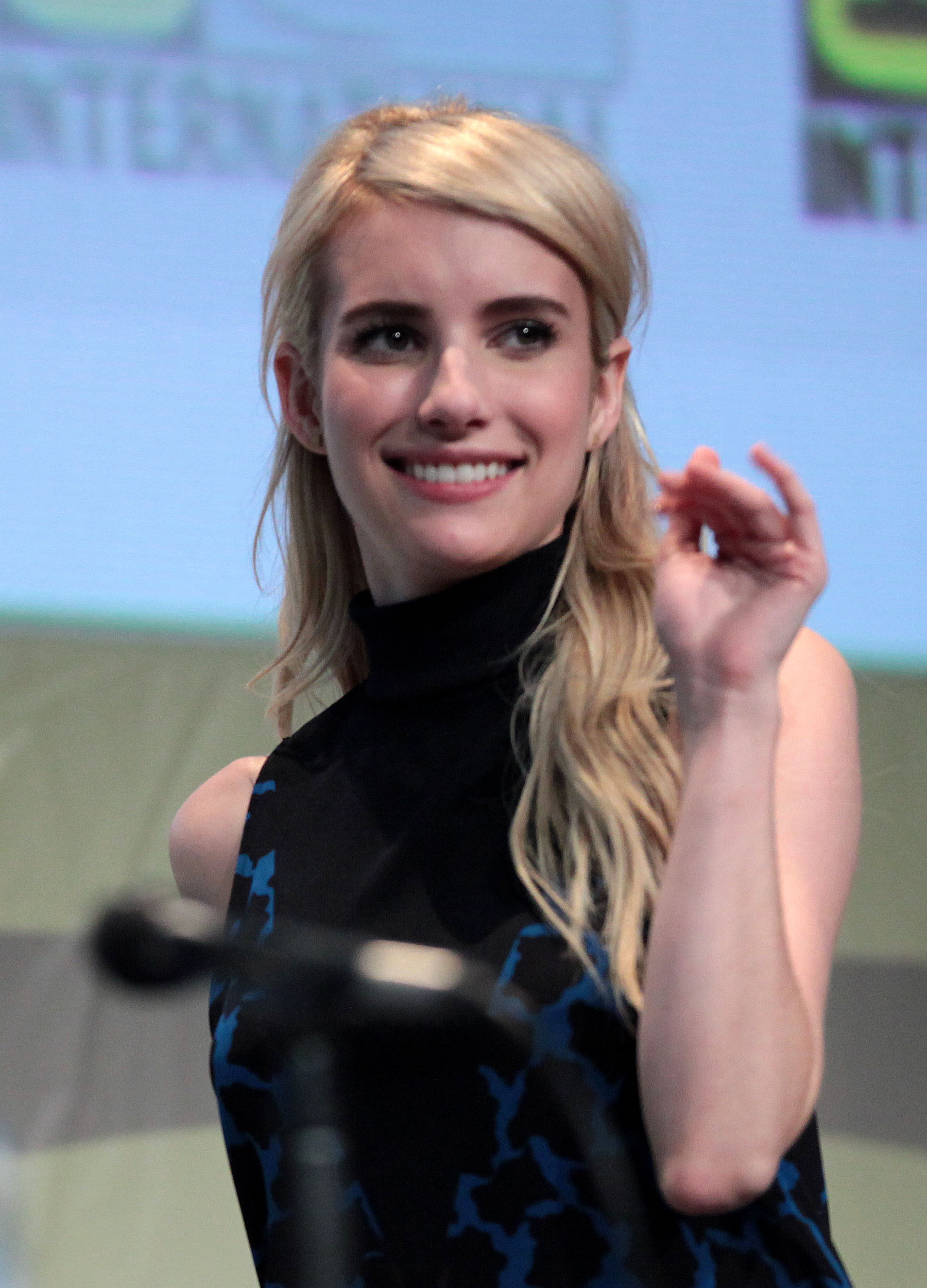
Roberts na San Diego Comic-Conie (2015)

Emma Roberts (ur. 10 lutego 1991 w Rhinebeck w stanie Nowy Jork) – amerykańska aktorka i piosenkarka. Grała w filmach: Akwamaryna, Sztuka dorastania, Millerowie i Wyzwanie.

## Życiorys

### Młodość
Emma Roberts urodziła się w Rhinebeck. Jest córką aktora Erica Robertsa i Kelly Cunningham, pasierbicą Elizy Roberts i Kelly Nickels, i bratanicą aktorek Julii Roberts i Lisy Roberts Gillan. Ma także przyrodnią siostrę Grace. W dzieciństwie spędzała dużo czasu na planach filmowych z ciotką Julią Roberts. Dzięki tym doświadczeniom w wieku 5 lat postanowiła zostać aktorką, tak jak ojciec i Julia. Matka początkowo chciała, by Emma miała normalne dzieciństwo z dala od przemysłu filmowego.
We wrześniu 2011 roku zaczęła uczęszczać do Sarah Lawrence College, a w styczniu 2012 opuściła szkołę, by poświęcić się całkowicie pracy.

### Kariera aktorska
Przełom we wczesnej karierze Emmy przyniosła pierwszoplanową rola Addie Singer w serialu Nieidealna (2004–2007). Wkrótce dostała główne role w Akwamarynie, Nancy Drew i tajemnice Hollywood i komedii romantycznej Wild Child. Zbuntowana księżniczka (2008). Poszukując bardziej dojrzałych ról, w 2009 roku pojawiła się w dramacie Sezon na kleszcza, by następnie wystąpić w wielu innych filmach, często jako główna bohaterka. W 2010 roku wystąpiła u boku swojej ciotki Julii Roberts w filmie Walentynki. W 2013 roku powróciła do telewizji w roli Madison Montgomery w trzecim sezonie American Horror Story i zagrała również w późniejszych.

### Kariera muzyczna
27 września 2005 roku Columbia Records i Nick Records wydały debiutancki album Roberts pt. Unfabulous and More. Został on użyty jako ścieżka dźwiękowa w serialu Nieidealna. Album osiągnął 46. miejsce na liście Top Heatseekers magazynu Billboard. We wrześniu 2005 roku wydano dwa single promujące album – „I Wanna Be” i „Dummy”. Na płycie znajduje się kilka oryginalnych piosenek, m.in. „I Have Arrived” i „This Is Me”, które zostały napisane wspólnie z Roberts, a także kilka z pierwszego sezonu serialu – „Punch Rocker” i „New Shoes” (odcinek The party), „94 Weeks (Metal Mouth Freak)” (odcinek The Bar Mitzvah), „Mexican Wrestler” (który pojawił się wcześniej na albumie Jill Sobule z 2000 roku, a następnie w odcinku The 66th Day). Tego samego roku Roberts nagrała piosenkę „If I Had It My Way” na ścieżkę dźwiękową do filmu Disneya Księżniczka na lodzie. W 2006 roku nagrała cover piosenki „Island in the Sun” wykorzystany w filmie Akwamaryna, w którym wystąpiła jako jedna z głównych gwiazd.
W 2007 roku podczas wywiadu Roberts oświadczyła: „Teraz skupiam się na filmach. Przygotowuję się do nowego filmu tego lata, więc zabiera mi to dużo czasu. Myślę, że kiedy będę starsza jest to coś, co na pewno chciałabym kontynuować”. W innym wywiadzie powiedziała: „Moja kariera muzyczna jest bezterminowo zawieszona. Nie lubię osób, które stają się aktorem lub piosenkarzem. Wydaje mi się, że ludzie powinni być jednym lub drugim, gdyż zazwyczaj nie jesteś w stanie być świetnym w obu. Będziesz lepszy w jednym, więc możesz równie dobrze trzymać się tego, w czym jesteś dobry. Ja wybieram aktorstwo”.

### Wizerunek
W lutym 2009 została mianowana ambasadorką marki Neutrogena i pojawiła się w reklamach drukowanych i telewizyjnych marki. Roberts wielokrotnie była nominowana do sekcji Najlepiej Ubranych magazynu Teen Vogue, m.in. w czerwcu 2007, wrześniu 2008, grudniu 2008 i lutym 2009.

## Życie prywatne
W kwietniu 2011 Roberts zaczęła spotykać się z gwiazdą Glee, Chordem Overstreetem – rozstali się w styczniu 2012.
Roberts zaczęła spotykać się z aktorem Evanem Petersem w połowie 2012 roku. 7 lipca 2013 w Montrealu została aresztowana za przemoc domową wobec Petersa. Po kilku godzinach została zwolniona, ponieważ Peters odmówił złożenia zeznań. We wspólnym oświadczeniu Roberts i Peters nazwali to „niefortunnym wypadkiem i nieporozumieniem” i zapowiedzieli, że „pracują, aby przez to przejść”. 7 stycznia 2014 media podały, że zaręczyli się podczas wakacji, co w marcu tego samego roku potwierdził Peters. Zaręczyny odwołali w marcu 2019.

## Filmografia

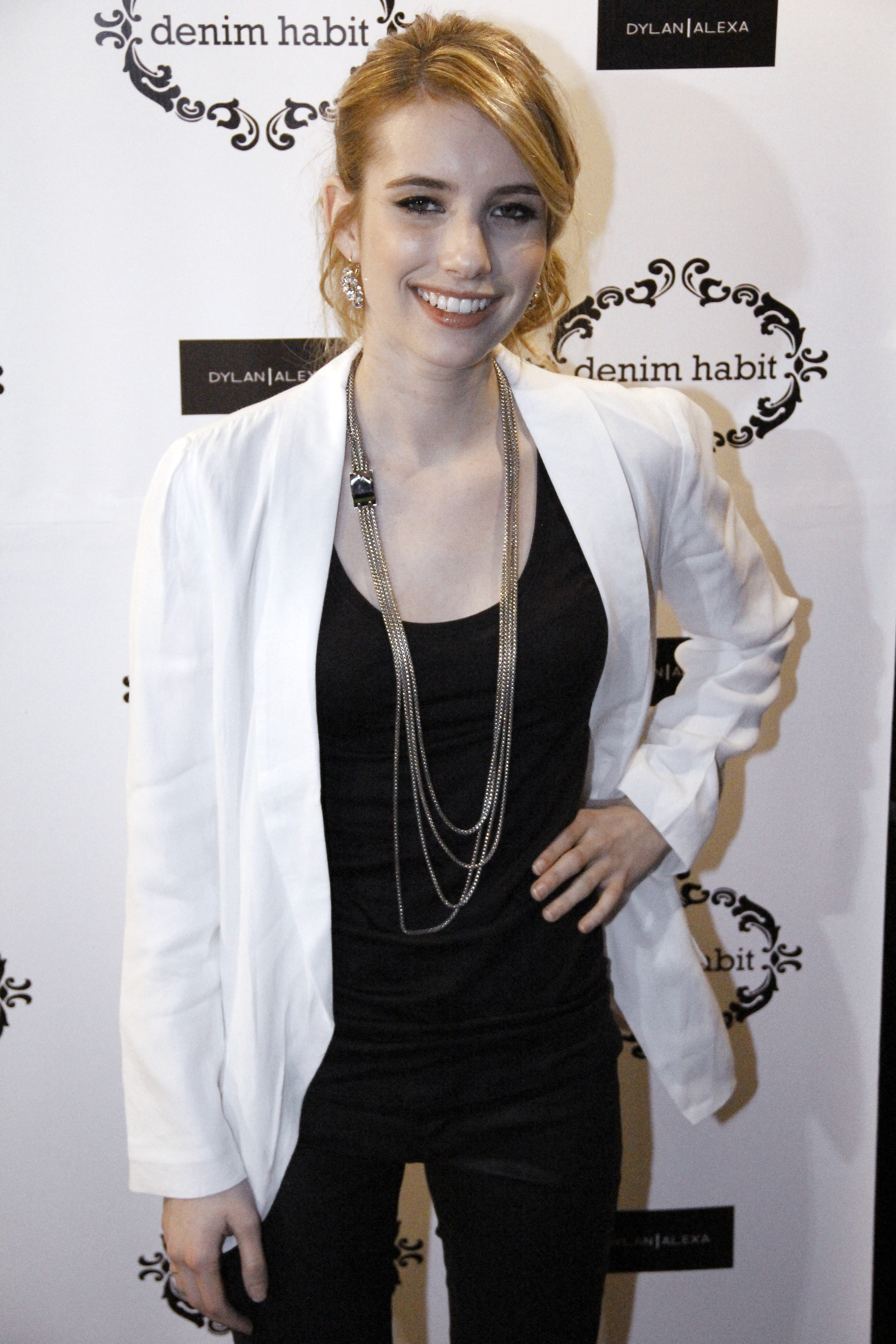
Emma Roberts w 2011

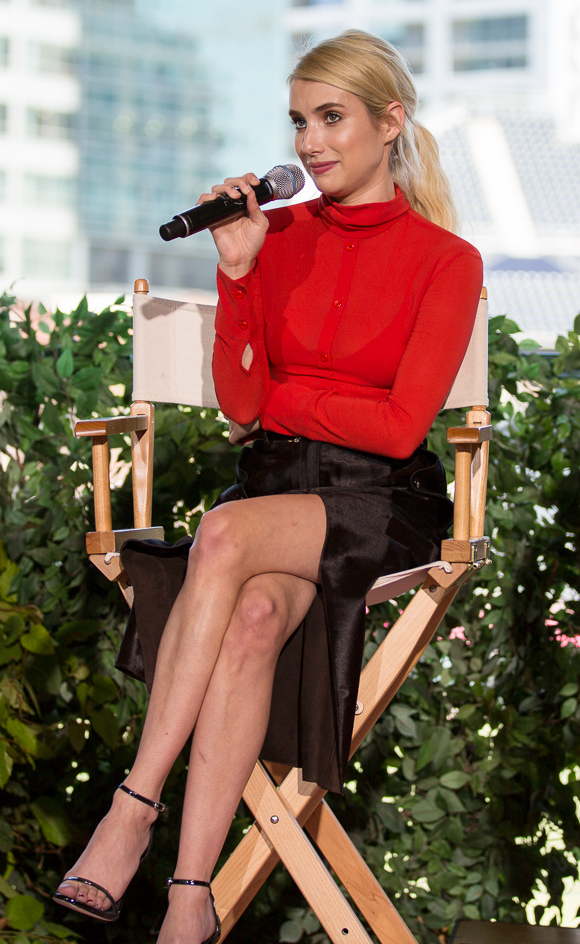
Emma Roberts na San Diego Comic-Conie (2016)

| Rok  | Tytuł                              | Rola                                | Dodatkowe informacje |
| ---- | ---------------------------------- | ----------------------------------- | -------------------- |
| 2001 | Blow                               | Kristina Sunshine Jung              |                      |
| 2001 | bigLove                            | Delilah                             | film krótkometrażowy |
| 2001 | Ulubieńcy Ameryki                  | dziewczyna w fioletowym podkoszulku | niewymieniona        |
| 2002 | Grand Champion                     | siostra                             |                      |
| 2003 | Minkey detektyw                    | Amelia Muggins                      |                      |
| 2006 | Akwamaryna                         | Claire Brown                        |                      |
| 2007 | Nancy Drew i tajemnice Hollywood   | Nancy Drew                          |                      |
| 2008 | Renifer Niko ratuje święta         | Wilma                               | głos                 |
| 2008 | Wild Child. Zbuntowana księżniczka | Poppy Moore                         |                      |
| 2008 | Sezon na kleszcza                  | Adrianna Bragg                      |                      |
| 2009 | Hotel dla psów                     | Andi                                |                      |
| 2009 | Zwycięski sezon                    | Abbie                               |                      |
| 2010 | Walentynki                         | Grace Smart                         |                      |
| 2010 | Memoirs of a Teenage Amnesiac      | Alice Leeds                         |                      |
| 2010 | Odlot (Twelve)                     | Molly Norton                        |                      |
| 2010 | 4.3.2.1                            | Joanne                              |                      |
| 2010 | Całkiem zabawna historia           | Noelle                              |                      |
| 2010 | Virginia i jej problemy            | Jessie Tipton                       |                      |
| 2011 | Krzyk 4                            | Jill Roberts                        |                      |
| 2011 | Sztuka dorastania                  | Sally Howe                          |                      |
| 2012 | Celeste i Jesse – Na zawsze razem  | Riley Banks                         |                      |
| 2013 | Empire State: Ryzykowna gra        | Nancy Michaelides                   |                      |
| 2013 | Millerowie                         | Casey Matthis                       |                      |
| 2013 | Adult World                        | Amy                                 |                      |
| 2013 | Palo Alto                          | April                               |                      |
| 2014 | For the Dogs                       | Ella Hatto                          |                      |
| 2015 | Kim jest Michael                   | Rebekah Fuller                      |                      |
| 2015 | Zło we mnie                        | Joan                                |                      |
| 2016 | Wyzwanie                           | Vee                                 |                      |
| 2017 | Jacy jesteśmy                      | Jess                                |                      |
| 2018 | In a Relationship                  | Hallie                              |                      |
| 2018 | Mała Italia                        | Nikki Angioli                       |                      |
| 2018 | Klub miliarderów                   | Sydney Evans                        |                      |
| 2019 | Rajskie wzgórza                    | Uma                                 |                      |
| 2020 | Polowanie                          | Yoga Pants                          |                      |
| 2020 | Randki od święta                   | Sloane                              |                      |
| 2022 | Abandoned                          | Sara                                | również producentka  |
| 2022 | Czy to przeznaczenie               | Margot Hayes                        |                      |
| 2023 | Czym jest miłość?                  | Michelle                            |                      |
| 2024 | Madame Web                         | Mary Parker                         |                      |

| Rok       | Tytuł                              | Rola               | Dodatkowe informacje                               |
| --------- | ---------------------------------- | ------------------ | -------------------------------------------------- |
| 2004–07   | Nieidealna                         | Addie Singer       | główna rola; Nickelodeon                           |
| 2004      | Drake i Josh                       | Addie Singer       | Honor Council (sezon 2, odcinek 14)                |
| 2007      | Wzgórza Hollywood                  | ona sama           | Young Hollywood (sezon 3, odcinek 13)              |
| 2010      | Jonas w Los Angeles                | ona sama           | House Party (sezon 2, odcinek 1)                   |
| 2011      | Take Two with Phineas and Ferb     | ona sama           | Emma Roberts (sezon 1, odcinek 9)                  |
| 2011      | Dom nie do poznania                | ona sama           | The Brown Family (sezon 8, odcinek 15)             |
| 2013      | Family Guy                         | Amanda Barrington  | No Country Club for Old Men (sezon 11, odcinek 22) |
| 2013      | American Horror Story: Sabat       | Madison Montgomery | główna rola                                        |
| 2014      | American Horror Story: Freak Show  | Maggie Esmeralda   | główna rola                                        |
| 2014      | Delirium                           | Lena Haloway       | film TV                                            |
| 2015-2016 | Królowe krzyku                     | Chanel Oberlin     | główna rola                                        |
| 2017      | American Horror Story: Kult        | Serena Belinda     | drugoplanowa rola                                  |
| 2018      | American Horror Story: Apocalypse  | Madison Montgomery | główna rola                                        |
| 2019      | American Horror Story: 1984        | Brooke Thompson    | główna rola                                        |
| 2023      | American Horror Story: Oczekiwanie | Anna Alcott        | główna rola                                        |

## Dyskografia

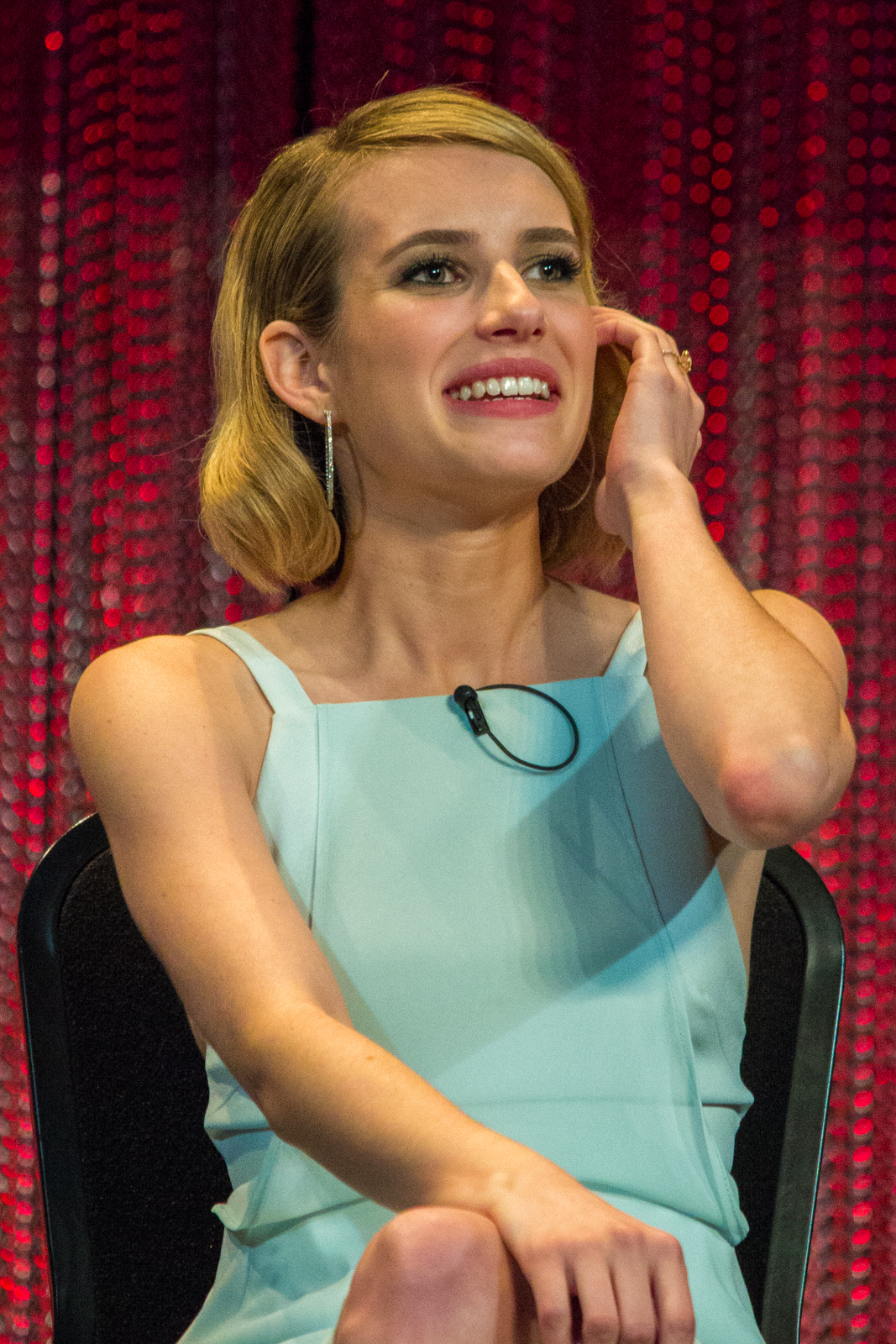
Emma Roberts (2014)

### Ścieżki dźwiękowe
| Tytuł                                                       | Album                                                                        | Najwyższa pozycja |
| Tytuł                                                       | Album                                                                        | US Heat.          |
| ----------------------------------------------------------- | ---------------------------------------------------------------------------- | ----------------- |
| Unfabulous and More                                         | - wydany: 27 września 2005 - format: CD, cyfrowy - wytwórnia: Columbia, Sony | 46                |
| „–” oznacza, że album nie zajął żadnego miejsca na listach. |                                                                              |                   |

### Single promocyjne
| Tytuł                           | Rok  | Album               |
| ------------------------------- | ---- | ------------------- |
| „I Wanna Be”                    | 2005 | Unfabulous and More |
| „Dummy”                         | 2005 | Unfabulous and More |
| „Santa Claus Is Coming to Town” | 2005 |                     |

### Inne występy
| Tytuł                | Rok  | Album                     |
| -------------------- | ---- | ------------------------- |
| „If I Had It My Way” | 2005 | Ice Princess              |
| „Island in the Sun”  | 2006 | Aquamarine                |
| „Do It On My Face”   | 2012 | Celeste And Jesse Forever |

### Teledyski
| Tytuł        | Rok  |
| ------------ | ---- |
| „I Wanna Be” | 2005 |
| „Dummy”      | 2005 |

## Nagrody i nominacje
| Rok  | Nagroda                        | Kategoria                                                                    | Przedmiot nominacji              | Wynik     |
| ---- | ------------------------------ | ---------------------------------------------------------------------------- | -------------------------------- | --------- |
| 2005 | Nagroda Młodych Artystów       | Najlepszy występ w głównej roli serialowej (komedia lub dramat)              | Nieidealna                       | nominacja |
| 2005 | Nagroda Młodych Artystów       | Najlepszy występ młodych aktorów w roli serialowej                           | Nieidealna                       | nominacja |
| 2005 | Teen Choice Award              | Największe serialowe przełamanie (aktorka)                                   | Nieidealna                       | nominacja |
| 2005 | Kids’ Choice Awards, Australia | Ulubiona wschodząca gwiazda                                                  | Nieidealna                       | nominacja |
| 2006 | Nagroda Młodych Artystów       | Najlepszy występ młodego zespołu w serialu telewizyjnym (komedia lub dramat) | Nieidealna                       | nominacja |
| 2007 | Nagroda Młodych Artystów       | Najlepszy występ w filmie fabularnym – wspieranie młodej aktorki             | Akwamaryna                       | wygrana   |
| 2007 | Nagroda Młodych Artystów       | Najlepszy występ w głównej roli serialowej (komedia lub dramat)              | Nieidealna                       | nominacja |
| 2007 | ShoWest                        | Kobieca gwiazda jutra                                                        |                                  | wygrana   |
| 2007 | Kids’ Choice Award             | Ulubiona aktorka telewizyjna                                                 | Nieidealna                       | nominacja |
| 2007 | Teen Choice Award              | Ulubiona aktorka telewizyjna w serialu komediowym                            | Nieidealna                       | nominacja |
| 2007 | Teen Choice Award              | Największe filmowe przełamanie (aktorka)                                     | Nancy Drew i tajemnice Hollywood | nominacja |
| 2007 | Teen Choice Award              | Ulubiona aktorka w filmie komediowym                                         | Nancy Drew i tajemnice Hollywood | nominacja |
| 2007 | Kids’ Choice Awards, Australia | Ulubiona gwiazda film                                                        | Akwamaryna                       | nominacja |
| 2008 | Kids’ Choice Awards            | Ulubiona aktorka telewizyjna                                                 | Nieidealna                       | nominacja |
| 2008 | Nagroda Młodych Artystów       | Najlepszy występ w głównej roli serialowej                                   | Nieidealna                       | nominacja |
| 2008 | Nagroda Młodych Artystów       | Najlepszy występ młodego zespołu w serialu telewizyjnym                      | Nieidealna                       | nominacja |
| 2008 | Nagroda Młodych Artystów       | Najlepszy występ w głównej roli filmu fabularnego                            | Nancy Drew i tajemnice Hollywood | nominacja |
| 2008 | Nagroda Młodych Artystów       | Najlepszy występ młodego zespołu w filmie fabularnym                         | Nancy Drew i tajemnice Hollywood | nominacja |
| 2008 | Kids’ Choice Awards, Australia | Ulubiona gwiazda filmowa                                                     | Nancy Drew i tajemnice Hollywood | nominacja |
| 2010 | Nagroda Młodych Artystów       | Najlepszy występ w głównej roli filmu fabularnego                            | Hotel dla psów                   | nominacja |
| 2010 | Teen Choice Award              | Ulubiona wakacyjna gwiazda filmowa                                           | Odlot                            | nominacja |
| 2011 | Teen Choice Award              | Ulubiona aktorka filmowa w komedii romantycznej                              | Sztuka dorastania                | nominacja |
| 2014 | MTV Movie Award                | Najlepszy pocałunek (Razem z: Jennifer Aniston i Willem Poulterem)           | Millerowie                       | wygrana   |
| 2014 | Teen Choice Awards             | Najlepsza aktorka komedii                                                    | Millerowie                       | wygrana   |
| 2014 | Teen Choice Awards             | Najlepszy pocałunek (Razem z: Jennifer Aniston i Willem Poulterem)           | Millerowie                       | nominacja |
| 2016 | People’s Choice Awards         | Ulubiona aktorka w nowym serialu                                             | Królowe krzyku                   | nominacja |
| 2016 | Teen Choice Awards             | Ulubiona aktorka w serialu komediowym                                        | Królowe krzyku                   | nominacja |
| 2017 | Teen Choice Awards             | Ulubiona aktorka w serialu komediowym                                        | Królowe krzyku                   | nominacja |